# Itea glutinosa
Itea glutinosa är en tvåhjärtbladig växtart som beskrevs av Hand.-mazz.. Itea glutinosa ingår i släktet Itea och familjen Iteaceae. Inga underarter finns listade i Catalogue of Life.